# Estação Bel-Air
Bel-Air é uma estação da linha 6 do Metrô de Paris, localizada no 12.º arrondissement de Paris.

## Localização
A estação está situada no boulevard de Picpus, entre os bairros de Picpus e de Bel-Air.
A estação está ao nível da superfície, mas as vias são subterrâneas a montante e a jusante: os trens assim sobem para a superfície juntando à estação para descer, deixando-a. Esse traçado se explica pela necessidade de preservar as vias da ferrovia que ligava a Gare de Paris Bastille ao Vale do Marne, via estação de Reuilly, e que levavam os trabalhadores parisienses às guinguettes. A estação atravessa assim a trincheira pela qual passavam as vias férreas.

## História
A estação foi aberta em 1909.

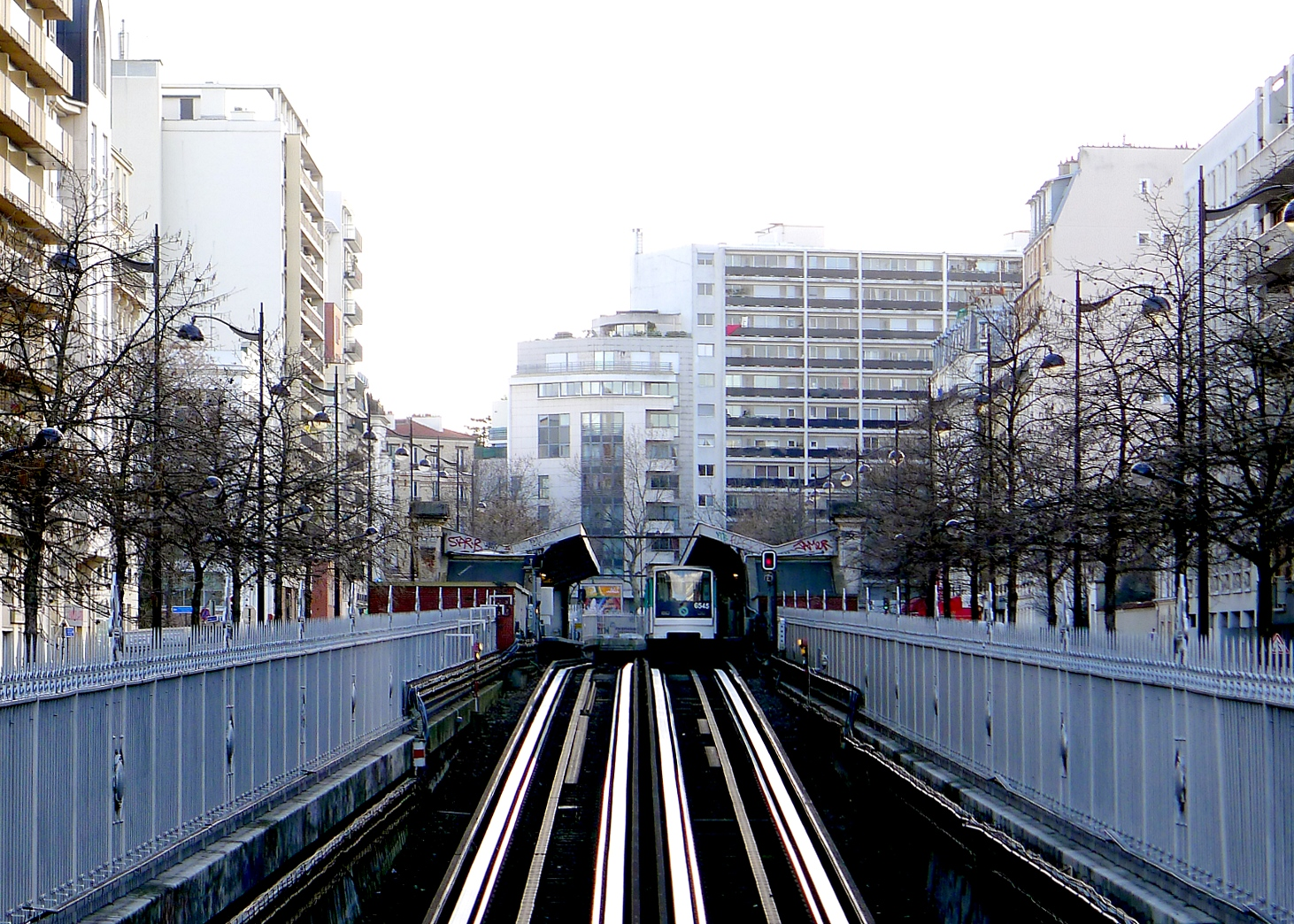
Estação de Bel-Air vista de uma passarela no boulevard de Picpus.

Fechada em 1939 por causa da guerra, a estação não reabriu na Libertação (como outras estações da rede). Ela reabriu finalmente em 7 de janeiro de 1963.
Em 2011, 2 369 793 passageiros entraram nesta estação. Ela viu entrar 2 319 026 passageiros em 2013, o que a coloca na 230ª posição das estações de metrô por sua frequência em 302.

## Serviços aos passageiros

### Acessos
A estação tem três acessos situados em frente aos números 15, 32 e 34 do boulevard de Picpus.

### Plataformas
A única saída da estação é alcançável em cauda de trem desde Nation, em cabeça desde Étoile.

### Intermodalidade
A estação não tem conexão com a rede de ônibus RATP.

## Pontos turísticos
As vias da linha de Vincennes, ligando a Estação da Bastilha ao Vale do Marne, da qual Bel-Air foi uma estação, foram removidas e sua faixa foi convertida desde a década de 1990 em um espaço verde, a Coulée verte René-Dumont, ligando os arredores da Bastilha à Porte de Montempoivre, e muito apreciada pelos caminhantes de domingo. A prática de andar de bicicleta e de patins é autorizada nesta parte da passagem.
O Hospital Rothschild está nas proximidades imediatas, o Hospital Armand - Trousseau (Hospital para crianças) está a poucos passos de distância.